# Vidam

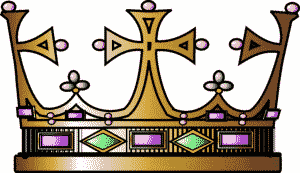
korona widama

Vidam (widam) (franc. vidame) – świecki zarządca dóbr biskupa lub opata (klasztoru). Tytuł używany głównie we Francji, gdzie godność widama odpowiadała godności wicehrabiego.